# TIFF 2023
Cea de-a 22-a ediție a Festivalului Internațional de Film Transilvania are loc în perioada 9 iunie - 18 iunie 2023 la Cluj-Napoca.
Juriul Competiției Oficiale formează din regizor Bogdan Harry Macqueen și Michel Franco, producătora Nicoletta Romeo, actriță Judith State și actor Darko Perić. 
Trofeul Transilvania este acordat filmului Like a Fish on the Moon de Alejandro Dornaz Hajiha, premiul regizoral este acordat lui Carolina Markowicz pentru Charcoal, iar premiul pentru cea mai bună interpretare este acordat lui Sepidar Tari pentru rolul din Like a Fish on the Moon și Nacho Quesada pentru rolul din La Barbarie.

## Juriu competitie
- Harry Macqueen, regizor
- Judith State, actriță
- Nicoletta Romeo, producătora
- Darko Perić, actor
- Michel Franco, regizor

## Filmele din competiția oficială
| Titlu în engleză       | Titlu original              | Țara              | Regizor                         |
| ---------------------- | --------------------------- | ----------------- | ------------------------------- |
| Ca peștele pe lună     | Balaye aseman zire ab       | Iran              | Dornaz Hajiha                   |
|                        | La Barbarie                 | Argentina         | Andrew Sala                     |
|                        | Carbon                      | Republica Moldova | Ion Borș                        |
| The Cake Dynasty       | Kagefabrikken               | Danemarca         | Christian Lollike               |
|                        | La hija de todas las rabias | Nicaragua         | Laura Baumeister de Montis      |
| Banger                 | Hit                         | Cehia             | Adam Sedlák                     |
| Family Time            | Mummola                     | Finlanda          | Tia Kouvo                       |
| Stillness in the Storm | Gelditasuna ekaitzean       | Spania            | Alberto Gastesi                 |
| Charcoal               | Carvão                      | Brazilia          | Carolina Markowicz              |
| The Uncle              | Stric                       | Croația Serbia    | David Kapac și Andrija Mardesic |
| Upon Entry             |                             | Spania            | Alejandro Rojas                 |

## Zilele Filmului Românesc
| Titlu original                             | Regizor                                   |
| ------------------------------------------ | ----------------------------------------- |
| Arsenie: Viața de apoi                     | Alexandru Solomon                         |
| Boss                                       | Bogdan Mirică                             |
| Castelul Crăiței                           | Liviu Marghidan                           |
| Încă două lozuri                           | Paul Negoescu                             |
| Între revoluții                            | Vlad Petri                                |
| Libertate                                  | Tudor Giurgiu                             |
| Oameni de treabă                           | Paul Negoescu                             |
| Paradisul Naivilor                         | Copel Moscu                               |
| Planeta Albastră                           | Dani Saracut                              |
| Pocalul. Despre fii și fiice               | Cătălina Tesar, Dana Bunescu              |
| Pup-o, mă! 3: Ouăle, franceza și ardelenii | Tudor Botezatu                            |
| S.B.C.R.D.F.                               | Iura Luncașu                              |
| Soțul meu musulman                         | Daniel Bărnuți , Alexandra Lizeta Bărnuți |
| Spre Nord                                  | Mihai Mincan                              |
| Tigru                                      | Andrei Tănase                             |
| Tinerețea unui dictator                    | Andy Lupu                                 |
| Ultima transhumanță                        | Dragos Lumpan                             |
| Visul                                      | Cătălin Saizescu                          |
| Vulturii din Țaga                          | Iulian Manuel Ghervas                     |

## Film de deschidere
| Titlu în engleză | Titlu original | Țara    | Regizor                     |
| ---------------- | -------------- | ------- | --------------------------- |
| Northern Comfort |                | Islanda | Hafsteinn Gunnar Sigurðsson |

## Filme de inchidere
| Titlu în engleză | Titlu original | Țara                       | Regizor      |
| ---------------- | -------------- | -------------------------- | ------------ |
| Asteroid City    |                | Statele Unite ale Americii | Wes Anderson |

## Premii
- Trofeul Transilvania – Like a Fish on the Moon, regia Dornaz Hajiha
- Premiul pentru Cea mai bună regie - Carolina Markowicz pentru Charcoal
- Premiul Special al Juriului - Family Time, regia Tia Kouvo
- Premiul pentru Cea mai bună interpretare – Sepidar Tari pentru rolul din Like a Fish on the Moon și Nacho Quesada pentru rolul din La Barbarie